# Sakura Yosozumi
Sakura Yosozumi –en japonés, 四十住さくら, Yosozumi Sakura– (Iwade, 15 de marzo de 2002) es una deportista japonesa que compite en skateboarding, en la modalidad de parque. Participó en los Juegos Olímpicos de Tokio 2020, obteniendo una medalla de oro en la prueba individual.

## Palmarés internacional
| Juegos Olímpicos | Juegos Olímpicos | Juegos Olímpicos | Juegos Olímpicos |
| Año              | Lugar            | Medalla          | Prueba           |
| ---------------- | ---------------- | ---------------- | ---------------- |
| 2020             | Tokio ( Japón)   | Medalla de oro   | Parque           |